# MC Yogi
MC Yogi cuyo nombre real es Nicholas Giacomini, Es un rapero de Hip-Hop.  Su estilo de música característicamente contiene temas promoviendo Filosofía hindú y muchos de sus canciones son bhajans.

## Vida personal
MC Yogi nació en San Francisco y creció arriba en el área de Bahía,  empezó rapeando cuándo tenía 13 y empezó a practicar yoga cuándo tenía 17 años. Está casado con Amanda Giacomini y divide su tiempo entre enseñar en su estudio de yoga y viajar para mejorar el rendimiento de su música.

## Críticas
The New York Times dijo que MC Yogi puede encarnar el ethos del Wanderlust Festival más que cualquier otro intérprete.

## En la sociedad
En 2008 MC Yogi produjo un vídeo para promover la campaña presidencial de Barack Obama, y el vídeo fue viral en YouTube.
En 2009 Starbucks promovió a MC Yogi en la canción "Are You In?".  El propósito de la campaña era promover el voluntariado y los servicios comunitarios.
En 2012, MC Yogi produjo un vídeo en celebración de Gandhi Jayanti (octubre 2, el nacimiento de Mahatma Gandhi). El vídeo se llama, " Be the Change (The Story of Mahatma Gandhi)."

## Discografía

### Álbumes de estudio
- Elephant Power (2008).
- Elephant Powered Omstrumentals (2010).
- Elephant Powered Remixes (2010).
- Pilgrimage (2012).
- Mantras, Beats & Meditations (2014).
- Only Love is Real (2015).